# Faciliteitengemeente

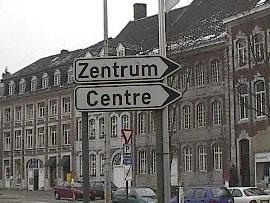
Eupen is een Duitstalige gemeente met faciliteiten voor Franstaligen

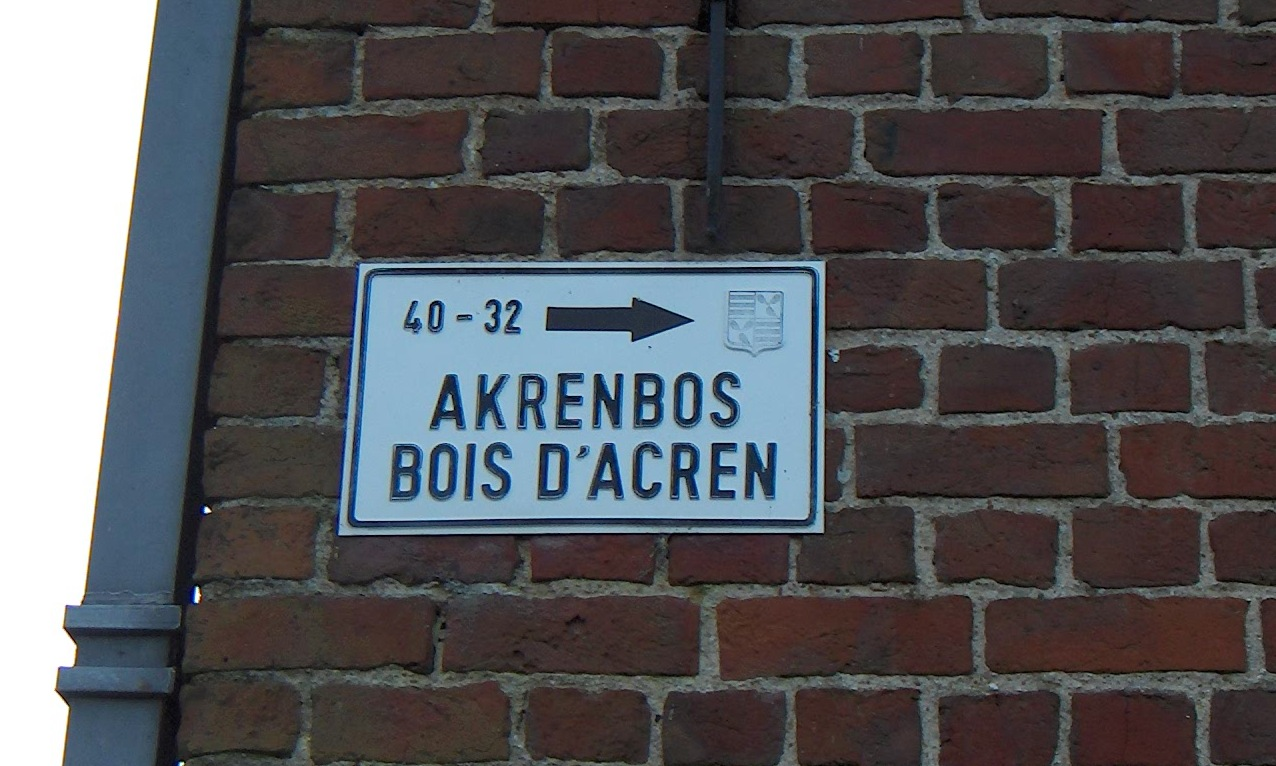
Tweetalige straatnaam in Bever, een Nederlandstalige gemeente met faciliteiten voor Franstaligen

Een faciliteitengemeente is een Belgische gemeente, gelegen in een eentalig gebied, waarvan grondwettelijk is vastgelegd dat ze gemeentelijke diensten, als burgers daar om vragen, ook in een andere taal moet aanbieden dan in de officiële taal van het taalgebied waarin de gemeente ligt. Deze anderstalige diensten worden (taal)faciliteiten genoemd. Zo moeten Vlaamse en Duitstalige faciliteitengemeenten Franse taalfaciliteiten aanbieden en moeten Waalse faciliteitengemeenten Nederlandse en/of Duitse taalfaciliteiten aanbieden.
Zowel de faciliteitenregeling als de gemeenten zelf vormen regelmatig het onderwerp van tegenstellingen tussen Nederlandstaligen en Franstaligen. Veel Vlamingen vinden dat de faciliteiten hun oorspronkelijke doel niet meer dienen en daarom afgeschaft moeten worden. De meeste Franstaligen zien de faciliteiten echter als fundamenteel recht. Daar de wet die de faciliteiten regelt niets zegt over het doel van de faciliteiten of de eindigheid ervan, hetzij in tijd hetzij in doelgroep, blijven deze tegenstellingen bestaan. In Vlaanderen worden de faciliteiten sinds de jaren 90 strikter toegepast volgens de omzendbrief-Peeters.

## Overzicht van de faciliteitengemeenten

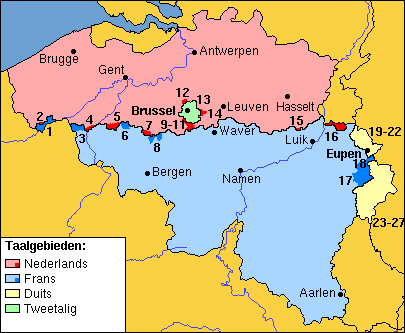
Gemeente:
1. Komen-Waasten
2. Mesen
3. Moeskroen
4. Spiere-Helkijn
5. Ronse
6. Vloesberg
7. Bever
8. Edingen
9. Drogenbos
10. Linkebeek
11. Sint-Genesius-Rode
12. Wemmel
13. Kraainem
14. Wezembeek-Oppem
15. Herstappe
16. Voeren
17. Malmedy
18. Weismes
19-22. Lontzen, Raeren, Eupen, Kelmis
23-27. Burg-Reuland, Sankt Vith, Amel, Bütgenbach, Büllingen

### Gemeenten in het Nederlandse taalgebied met faciliteiten voor Franstaligen
| Nr. | Gemeente                                 | Bevolking(1/1/2022) | Oppervlakte (km²) | Provincie       |
| --- | ---------------------------------------- | ------------------- | ----------------- | --------------- |
| 7   | Bever (Biévène)                          | 2.266               | 19,78             | Vlaams-Brabant  |
| 9   | Drogenbos*                               | 5.756               | 2,49              | Vlaams-Brabant  |
| 15  | Herstappe                                | 79                  | 1,35              | Limburg         |
| 13  | Kraainem*                                | 13.888              | 5,80              | Vlaams-Brabant  |
| 10  | Linkebeek*                               | 4.716               | 4,15              | Vlaams-Brabant  |
| 2   | Mesen (Messines)                         | 1.056               | 3,58              | West-Vlaanderen |
| 5   | Ronse (Renaix)                           | 26.693              | 34,48             | Oost-Vlaanderen |
| 11  | Sint-Genesius-Rode* (Rhode-Saint-Genèse) | 18.622              | 22,77             | Vlaams-Brabant  |
| 4   | Spiere-Helkijn (Espierres-Helchin)       | 2.052               | 10,78             | West-Vlaanderen |
| 16  | Voeren (Fourons)                         | 4.283               | 50,63             | Limburg         |
| 12  | Wemmel*                                  | 17.480              | 8,74              | Vlaams-Brabant  |
| 14  | Wezembeek-Oppem*                         | 14.480              | 6,82              | Vlaams-Brabant  |
|     | Totaal                                   | 111.371             | 171,37            |                 |

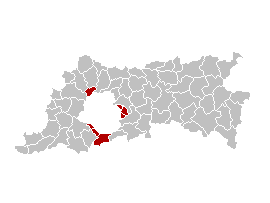
Gemeenten met faciliteiten rond het Brussels Hoofdstedelijk Gewest

*Een randgemeente (faciliteitengemeente) rond het Brussels Hoofdstedelijk Gewest. De negentien Brusselse gemeenten zijn tweetalig maar het gebied eromheen hoort bij Vlaams-Brabant. De overige gemeenten (die aan de taalgrens liggen) worden 'taalgrensgemeenten' genoemd. Sint-Genesius-Rode is de enige Vlaamse gemeente met faciliteiten voor Franstaligen die zowel aan het Brussels Hoofdstedelijk Gewest als het Waals Gewest grenst. De zes randgemeenten, Voeren en Komen-Waasten hebben nog een speciaal statuut. Bijvoorbeeld het OCMW wordt er rechtstreeks verkozen.

### Gemeenten in het Franse taalgebied met faciliteiten voor Nederlandstaligen
| Nr. | Gemeente                         | Bevolking(1/1/2022) | Oppervlakte (km²) | Provincie  |
| --- | -------------------------------- | ------------------- | ----------------- | ---------- |
| 8   | Edingen (Enghien)                | 14.223              | 40,59             | Henegouwen |
| 1   | Komen-Waasten (Comines-Warneton) | 18.120              | 61,09             | Henegouwen |
| 3   | Moeskroen (Mouscron)             | 59.141              | 40,08             | Henegouwen |
| 6   | Vloesberg (Flobecq)              | 3.451               | 23                | Henegouwen |
|     | Totaal                           | 94.935              | 164,76            |            |

### Gemeenten in het Franse taalgebied met faciliteiten voor Duitstaligen
| Nr. | Gemeente         | Bevolking(1/1/2022) | Oppervlakte (km²) | Provincie |
| --- | ---------------- | ------------------- | ----------------- | --------- |
| 17  | Malmedy          | 12.851              | 99,96             | Luik      |
| 18  | Waimes (Weismes) | 7.417               | 96,93             | Luik      |
|     | Totaal           | 20.268              | 196,89            |           |

### Gemeenten in het Duitse taalgebied met faciliteiten voor Franstaligen
Dit zijn alle gemeenten van het Duitse taalgebied:
| Nr. | Gemeente                | Bevolking(1/1/2022) | Oppervlakte (km²) | Provincie |
| --- | ----------------------- | ------------------- | ----------------- | --------- |
| 25  | Amel (Amblève)          | 5.569               | 125,15            | Luik      |
| 27  | Büllingen (Bullange)    | 5.476               | 150,49            | Luik      |
| 23  | Burg-Reuland            | 3.936               | 108,96            | Luik      |
| 26  | Bütgenbach (Butgenbach) | 5.604               | 97,31             | Luik      |
| 21  | Eupen                   | 19.862              | 103,74            | Luik      |
| 22  | Kelmis (La Calamine)    | 11.217              | 18,12             | Luik      |
| 19  | Lontzen                 | 5.948               | 28,73             | Luik      |
| 20  | Raeren                  | 10.983              | 74,21             | Luik      |
| 24  | Sankt Vith (Saint-Vith) | 9.967               | 146,93            | Luik      |
|     | Totaal                  | 78.562              | 853,64            |           |

### Gemeenten in het Franse taalgebied waar mogelijk faciliteiten voor Duitstaligen en/of Nederlandstaligen kunnen komen
| Gemeente                                                  | Bevolking(1/1/2022) | Oppervlakte (km²) | Provincie |
| --------------------------------------------------------- | ------------------- | ----------------- | --------- |
| Baelen                                                    | 4.460               | 85,73             | Luik      |
| Plombières (Duits: Bleiberg en Nederlands: Blieberg)      | 10.679              | 53,18             | Luik      |
| Welkenraedt (Duits: Welkenrath en Nederlands: Welkenraat) | 10.430              | 24,47             | Luik      |
| Totaal                                                    | 25.569              | 163,38            |           |

Zie artikel 16 van de Wet op het gebruik van de talen in bestuurszaken (18 juli 1966). Zie ook artikel 3 van de Wet op het gebruik van de talen in het onderwijs (30 juli 1963).
Officieel zijn hier geen faciliteiten, maar deze gemeenten bieden ze toch vrijwillig aan onder voorwaarden.

## Geschiedenis
De faciliteitengemeenten zijn ingesteld na de vaststelling van de taalgrens op 1 september 1963. Bepaalde gemeenten waar zowel Nederlandssprekende of Duitssprekende als Franssprekende burgers woonden, werden faciliteitengemeenten. Een gemeente verkreeg dit statuut (in principe) indien de taalminderheid er minstens 30% bedroeg. De bedoeling was dat hiermee zowel immigranten als historische taalminderheden in deze gemeenten, aan de taalgrens en in de Rand rond Brussel, ruim de tijd kregen om zich aan te passen aan de nieuwe situatie. Voordien konden gemeenten namelijk na elke talentelling veranderen van taalrol: een gemeente kreeg een tweetalig statuut als de taalminderheid groter was dan 30% en een eentalig statuut als de minderheid kleiner was dan 30%.
In de praktijk lag dit iets complexer door een omstreden vraagstelling bij sommige talentellingen, waarbij men uitging van de taal die het meest gesproken werd. Zo is vanuit Vlaamse hoek opgemerkt dat in Terhulpen en Waterloo ten tijde van de vaststelling van de taalgrens meer dan 30% Nederlands sprak, maar velen ingedeeld werden bij de groep die "meestal Frans" sprak, waardoor deze gemeenten geen faciliteiten kregen. Ook is later gebleken dat in een aantal gemeenten bij de talentelling geen eerlijke ondervraging heeft plaatsgevonden, doordat mensen onder druk werden gezet hun keuze te wijzigen. Zo werd in Edingen de bevolking aangespoord om zich als Franstalig of toch minstens als tweetalig (met als eerste taal het Frans) te laten registreren, niettegenstaande de bevolking onderling een Nederlands (Brabants) dialect sprak. Hierdoor is de gemeente uiteindelijk aan de Franstalige kant van de taalgrens beland, met faciliteiten voor Nederlandstaligen.
De telling van 1957 werd niet gehouden wegens protest van de betrokken Vlaamse burgemeesters. Bij de wettelijke vastlegging van de taalgrens in 1962 werd dan ook beslist dat de officiële tienjaarlijkse talentelling afgeschaft werd.

### Talentellingen
De uitkomst van de talentellingen in de zes faciliteitengemeenten van de Brusselse Rand tonen het effect van de verfransing van Brussel; voor al deze gemeentes opgeteld waren de cijfers als volgt:
| Jaar | enkel NL Aantal | NL & FR Aantal | enkel FR Aantal | FR & D Aantal | enkel D Aantal | D & NL Aantal | NL & F & D Aantal | Geen Aantal | enkel NL Aandeel | NL & FR Aandeel | enkel FR Aandeel | FR & D Aandeel | enkel D Aandeel | D & NL Aandeel | NL& FR & D Aandeel |
| ---- | --------------- | -------------- | --------------- | ------------- | -------------- | ------------- | ----------------- | ----------- | ---------------- | --------------- | ---------------- | -------------- | --------------- | -------------- | ------------------ |
| 1846 | 7.204           |                | 261             |               | 1              |               |                   |             | 96,5%            |                 | 3,5%             |                | 0,0%            |                |                    |
| 1866 | 7.175           | 359            | 106             | 0             | 0              | 0             | 2                 | 37          | 93,9%            | 4,7%            | 1,4%             | 0,0%           | 0,0%            | 0,0%           | 0,0%               |
| 1880 | 7.776           | 930            | 89              | 7             | 9              | 0             | 12                | 2           | 88,1%            | 10,5%           | 1,0%             | 0,1%           | 0,1%            | 0,0%           | 0,1%               |
| 1890 | 8.416           | 1.773          | 125             | 0             | 1              | 11            | 25                | 2           | 81,3%            | 17,1%           | 1,2%             | 0,0%           | 0,0%            | 0,1%           | 0,2%               |
| 1900 | 8.890           | 2.173          | 187             | 14            | 4              | 0             | 48                | 753         | 78,6%            | 19,2%           | 1,7%             | 0,1%           | 0,0%            | 0,0%           | 0,4%               |
| 1910 | 11.271          | 2.062          | 424             | 29            | 3              | 13            | 67                | 767         | 81,3%            | 14,9%           | 3,1%             | 0,2%           | 0,0%            | 0,1%           | 0,5%               |
| 1920 | 11.767          | 3.001          | 770             | 6             | 0              | 0             | 61                | 713         | 75,4%            | 19,2%           | 4,9%             | 0,0%           | 0,0%            | 0,0%           | 0,4%               |
| 1930 | 12.924          | 5.429          | 2.338           | 52            | 7              | 14            | 143               | 884         | 61,8%            | 26,0%           | 11,2%            | 0,2%           | 0,0%            | 0,1%           | 0,7%               |
| 1947 | 10.220          | 11.170         | 4.790           | 143           | 27             | 41            | 956               | 909         | 37,4%            | 40,8%           | 17,5%            | 0,5%           | 0,1%            | 0,1%           | 3,5%               |

| Jaar | NL Aantal | FR Aantal | D Aantal | NL Aandeel | FR Aandeel | D Aandeel |
| ---- | --------- | --------- | -------- | ---------- | ---------- | --------- |
| 1910 | 12.936    | 908       | 25       | 93,3%      | 6,5%       | 0,2%      |
| 1920 | 14.279    | 1.326     | 0        | 91,5%      | 8,5%       | 0,0%      |
| 1930 | 16.726    | 4.101     | 13       | 80,3%      | 19,7%      | 0,1%      |
| 1947 | 17.520    | 9.416     | 43       | 64,9%      | 34,9%      | 0,2%      |

## Europees verdrag
De Vlaamse overheid heeft ervoor gekozen het Europees verdrag voor minderheden niet te ratificeren.
Begin december 2008 veroordeelde de Raad van Europa de Vlaamse Overheid voor de niet-benoeming van 3 burgemeesters van faciliteitengemeenten in de Brusselse rand. In reactie hierop heeft de verantwoordelijke minister Marino Keulen gereageerd door deze niet bindende uitspraak naast zich neer te leggen en de betrokken drie burgemeesters opgeroepen een beroep in te stellen bij de Raad van State. Aangezien de faciliteitengemeenten onder de bevoegdheid vallen van een van de Vlaamse kamers van de Raad van State (en dus enkel Vlamingen telt), hebben de Franstalige burgemeesters deze piste niet gevolgd.

## Doel van de faciliteiten
In 1988 werden de faciliteiten 'gebetonneerd' in de grondwet. Vreemd genoeg bleef nochtans ook later de discussie bestaan of de faciliteiten in de faciliteitengemeenten al dan niet een uitdovend karakter hebben. Bepaalde Vlamingen en Franstaligen hebben tegengestelde visies ontwikkeld in de loop van de geschiedenis. Voor een voorgeschiedenis van de taalwetgeving in België, zie Taalwetgeving in België.
Volgens de Vlaamse journalist Jos Bouveroux en historicus Luc Huyse, had "de wetgever van 1962-1963 met geen woord gerept over enige beperking in de tijd. Noch in de wet zelf, noch in de Memorie van Toelichting, noch tijdens de parlementaire debatten werd er gewag gemaakt van enig tijdelijk karakter".

### Nederlandstalig standpunt
Volgens de huidige Vlaamse opinie zijn de faciliteitengemeenten, ingesteld als integratiebevorderende maatregel, zo bedoeld dat de taalminderheid een aanpassingsperiode kon doorlopen en zich na verloop van tijd de officiële taal meester kon maken, zonder veel problemen door de taalachterstand te krijgen. Uiteindelijk zouden de faciliteiten afgeschaft moeten worden en zouden de faciliteitengemeenten weer eentalig Nederlands/Frans/Duits worden.
Tientallen jaren na invoering van de faciliteitengemeenten werd deze visie door Vlaams minister Leo Peeters omgezet in een omzendbrief: "De faciliteiten zijn bedoeld als integratiebevorderende maatregel; dit houdt in dat zij per definitie, voor de individuele betrokkenen, een uitdovend karakter hebben." De Franstaligen hebben deze omzendbrief aangevochten bij de Raad van State, maar de bezwaren zijn verworpen.

### Franstalig standpunt
Franstaligen beroepen zich erop dat er nooit vermelding is geweest van het tijdelijk karakter, noch in de wetteksten noch in de memories van de wetteksten of in de besprekingen. De faciliteitengemeenten werden in 1988 zelfs in de grondwet verankerd en kunnen volgens hen dus zeker niet van tijdelijke aard zijn. Ook waren een deel van de faciliteitengemeenten, met name die in de Brusselse rand, voor 1970 (hervorming van de grondwet) niet binnen het Nederlands taalgebied. Ze waren deel van geen enkel taalgewest maar van de Brusselse Agglomeratie (bestuur). Vooral in die zes faciliteitengemeenten rond Brussel beschouwen veel Franstaligen deze gemeenten als de facto tweetalig en ijveren velen voor aansluiting bij het tweetalige Brussels Hoofdstedelijk Gewest.

## Faciliteiten in de praktijk
In faciliteitengemeenten worden berichten in beide talen opgesteld, waarbij de taal van het taalgebied als eerste wordt gebruikt. Op de stations van de NMBS gebruikt men beide talen. Daarnaast mogen alle wegwijzers en vertaalbare straatnamen tweetalig weergegeven worden.
Ook voor het onderwijs en cultuur bestaan er faciliteiten. Hierdoor kunnen bijvoorbeeld in de Vlaamse Rand (lagere) scholen worden onderhouden voor Franstalige kinderen. Hetzelfde geldt voor het Duitse taalgebied, én enkele daaraan aangrenzende gemeenten in het Franse taalgebied, waar zowel Franstalige als Duitstalige scholen zijn. In Wallonië is het Nederlandstalig onderwijs nagenoeg afwezig ten gevolge van een combinatie van een goede integratiebereidheid van de Vlamingen in die gemeenten en zware bestuurlijke en politieke Franstalige druk. Dat leidde in het verleden al tot verhitte debatten, onder meer omtrent een Nederlandstalige lagere school in de Waalse faciliteitengemeente Komen-Waasten, de enig overblijvende Nederlandstalige school in Wallonië. De Franse Gemeenschap weigert de school te erkennen, zodoende neemt de Vlaamse overheid de subsidiëring op zich. De Vlaamse overheid subsidieert wel de Franstalige scholen in haar faciliteitengemeenten op vrij grote schaal (à rato van bijna 10 miljoen euro per jaar anno 2004, met federaal geld daarvoor aan Vlaanderen gegeven).
Een bijzonder soort faciliteitengemeenten zijn de zes gemeenten die in de Vlaamse rand van Brussel gelegen zijn, met faciliteiten voor Franstaligen, en de gemeenten Voeren en Komen-Waasten. In deze gemeenten worden de OCMW-raad en het schepencollege rechtstreeks door de burgers verkozen, als garantie voor de aanwezigheid van de diverse taalgemeenschappen in het bestuur. De precieze aard van deze faciliteiten is overigens niet in alle zes gemeenten identiek.
Al even uitzonderlijk zijn de drie Waalse gemeenten Plombières, Welkenraedt en Baelen, gelegen tussen Voeren en de Duitstalige Gemeenschap. Deze gemeenten, waar de bevolking van oudsher een Nederlands/Duits grensdialect spreekt, werden bij vastlegging van de taalgrens Franstalig, maar de mogelijkheid werd opengelaten hier eventueel taalfaciliteiten voor Nederlands- of Duitstaligen in te stellen indien daar behoefte aan zou zijn (zgn. 'slapende faciliteiten'). Officieel zijn deze faciliteiten nooit ingesteld, maar enkele jaren geleden besloten de drie gemeenten om onofficieel (vrijwillig) Duitse taalfaciliteiten te verlenen aan de vele inwijkelingen uit de Duitstalige Gemeenschap in deze gemeenten.

## Gevolgen
Volgens de Vlaamse politieke wereld moesten de faciliteiten een tijdelijke maatregel zijn, hoewel dit als dusdanig nooit in de wet is vastgelegd.
De indruk bestaat dat de integratie niet op eenzelfde manier zich heeft voorgedaan in Vlaanderen en Wallonië. In de Waalse faciliteitengemeenten heeft de oorspronkelijke Nederlandstalige minderheid zich grotendeels aangepast en worden de faciliteiten er nauwelijks nog toegepast. In de meeste Vlaamse faciliteitengemeenten bestaat er echter nog altijd een aanzienlijke groep Franstaligen die gebruikmaakt van faciliteiten. Vooral in de Vlaamse Rand zijn er problemen doordat grotere groepen Franstaligen, vaak afkomstig uit Brussel, zich daar komen vestigen en weinig gemotiveerd zijn om daadwerkelijk Nederlands te leren. Het gevolg hiervan was ook dat in de meeste faciliteitengemeenten rond Brussel de Franstalige inwoners intussen veruit in de meerderheid zijn.
De taalfaciliteiten en de maatschappelijke gevolgen ervan zorgen her en der voor heel wat ergernis bij de verschillende taalgroepen. Zo werden de tweetalige bewegwijzering in het verleden regelmatig beklad. Dit gebeurt vooral in Vlaanderen en de Duitstalige Gemeenschap, waar men de invloed van de andere taalgroep, in beide gevallen de Franse, het sterkste voelt.

## Toekomst
Gezien de verschillende toepassing en uitwerking van de taalfaciliteiten gaan er in Vlaanderen bij een aantal partijen stemmen op om de taalfaciliteiten af te schaffen. Dit is echter niet mogelijk zonder een tweederdemeerderheid in het federale parlement. Het Vlaamse beleid is er alvast wel op gericht de faciliteiten zo strikt mogelijk te interpreteren, om zo het vermeende uitdovende karakter te laten gelden. Zo zijn er plannen om de vertalingen van plaats- en straatnamen in Vlaamse faciliteitengemeenten af te schaffen, omdat deze niet onder de kernfaciliteiten zouden vallen. Ook werd decennialang gestreefd naar een splitsing van de kieskring en het gerechtelijke arrondissement Brussel-Halle-Vilvoorde. Deze splitsing werd in 2012 goedgekeurd.

### Moeten taalminderheden erkend worden als culturele minderheid?
De pogingen van de meeste Vlaamse partijen om het Vlaamse karakter van de faciliteitengemeenten te beschermen door de taalfaciliteiten zo beperkt mogelijk te interpreteren, stuiten bij de Franstalige partijen op groot verzet. Zij verwijzen daarom regelmatig naar verdragen van de Raad van Europa in verband met de bescherming van minderheden. De vraag is echter of een taalgroep als de Franstaligen in Vlaanderen (of de Nederlandstaligen in Wallonië) vallen onder de definitie van etnische of culturele minderheid.
Wat de Franstaligen in Vlaanderen betreft bevestigen alle wetenschappelijke studies ter zake, ook door Franstalige historici (zoals Hervé Hasquin, professor geschiedenis en voormalig MR-volksvertegenwoordiger), dat er een essentieel onderscheid bestaat tussen de Franstaligen die over heel Vlaanderen verspreid wonen en de Franstaligen in de Rand rond Brussel.
De eerste groep is reeds zo'n twee eeuwen in Vlaanderen gevestigd (met eerdere sporen van nog kleinere groepen) en bestaat uit kleine minderheden van nooit meer dan enkele procenten. Ze is te vinden in de oude burgerij van enkele grote Vlaamse steden, in enkele badplaatsen aan de kust en in de landadel verspreid over Vlaanderen. De groep omvatte in 1947 ongeveer 130.000 mensen. Recentere cijfers zijn niet beschikbaar, maar door verdere integratie is haar omvang vermoedelijk sterk geslonken. In vele opzichten is deze groep vergelijkbaar met de reeds sinds de middeleeuwen in Antwerpen wonende Joden, die grotendeels Jiddisch-sprekend zijn.
De tweede groep vormt daarentegen wel een geconcentreerde groep in de Brusselse Rand. Zoals al aangegeven, vormen zij naar schatting in vijf van de zes faciliteitengemeenten een meerderheid. Ook in andere gemeenten in de Rand zijn kleinere of grotere Franstalige minderheden aanwezig. In totaal gaat het om ongeveer 100.000 mensen. Ten tijde van de vastlegging van de taalgrens was er in deze gemeenten echter nog geen sprake van een meerderheid en begin 20e eeuw werden in de meeste gemeenten zelfs nauwelijks Franstaligen geteld (zie #Talentellingen). Het gaat hier dan ook voornamelijk om recente inwijkelingen uit Brussel en Wallonië. Deze groep is vergelijkbaar met de recente suburbane grensmigratie elders in Europa: Zwitsers uit de grensstad Bazel die zich in de Franse of Duitse grensstreek vestigen, Nederlanders uit de verstedelijkte regio's Twente en Arnhem-Nijmegen die net over de grens in Duitsland gaan wonen, en Duitsers uit het Akense die zich in Oost-België vestigen.
In Voeren is de huidige Franstalige minderheid gegroeid uit een groep Luiks- en Waalsgezinden, het deel van de bevolking dat sinds 1963 tegen de overheveling van de gemeente van de provincie Luik naar de provincie Limburg streed. De oudere generaties Vlaams- en Waalsgezinden spreken allen het plaatselijke Limburgse dialect, maar de jongere Waalsgezinden zijn echte Franstaligen en de jongere Vlaamsgezinden echte Nederlandstaligen geworden.
De Nederlandstaligen in Wallonië zijn tot nu toe vrij onderbelicht gebleven. Het gaat om verschillende groepen. De belangrijkste wordt gevormd door de in de negentiende eeuw en de eerste helft van de twintigste eeuw als fabrieksarbeider naar Wallonië verhuisde Vlamingen. Zij ontvluchtten vaak de armoede op het Vlaamse platteland door in de destijds rijke Waalse industriegebieden te gaan werken. In totaal gaat het om meerdere honderdduizenden personen, hetgeen onder meer blijkt uit de vele Nederlandse familienamen. Bijna al deze families zijn perfect geïntegreerd en vandaag zelden of nooit nog Nederlandstalig. Een tweede groep vormen de Vlamingen langs de taalgrens, waarbij onderscheid gemaakt dient te worden tussen de oorspronkelijke bewoners van gemeenten die in 1962 aan Waalse zijde van de taalgrens terechtkwamen, en recente inwijkelingen die vanwege de gunstigere grond- en huizenprijzen vlak over de taalgrens komen wonen. De oorspronkelijke bevolking heeft zich grotendeels aangepast aan de officiële taal, hoewel zij hier en daar in de meerderheid waren, zoals in Edingen. Nieuwkomers daarentegen blijven zich meer op Vlaanderen richten en zien hun Waalse gemeente louter als woonplaats. Tot slot is er nog een aanzienlijke groep Nederlandstaligen - Vlamingen én Nederlanders - die verspreid over Wallonië wonen, met als zwaartepunt de Ardennen.
Een aantal Franstalige politici heeft met succes bij de Raad van Europa aangedrongen op het sturen van een rapporteur naar België om de situatie van de Franstaligen in Vlaanderen te onderzoeken. Het doel was vooral aan te tonen dat de Franstaligen in Vlaanderen een historische minderheid zijn, die beschermd moet worden onder het Europese Kaderverdrag inzake de bescherming van nationale minderheden. Tot tweemaal toe is een dergelijk onderzoek uitgevoerd. Hoewel de oorspronkelijke rapporten vrij ver gingen in de erkenning van de Franstaligen als minderheid, werd dit in de goedgekeurde teksten steeds afgezwakt. Naar aanleiding hiervan hebben Vlaamse politici een rapporteur de taalmisstanden in Brussel laten onderzoeken. Alle rapporteurs drongen in hun verslag aan op het ratificeren van het genoemde minderhedenverdrag, maar dit ligt vooralsnog erg gevoelig in België. Overigens kan een land bij de ratificatie zelf aangeven of en welke minderheden onder het verdrag beschermd dienen te worden. De kans dat de respectievelijke taalminderheden (Franstaligen in Vlaanderen en Nederlandstaligen in Wallonië) daadwerkelijk erkend zullen worden, is dan ook bijzonder klein.